# Mistrzostwa Oceanii w Judo 1994
14. Mistrzostwa Oceanii w judo odbywały się w 1994 roku w Sydney. W tabeli medalowej tryumfowali judocy z Australii.

## Klasyfikacja medalowa
| Miejsce | Państwo        |    |    |    | Razem |
| ------- | -------------- | -- | -- | -- | ----- |
| 1       | Australia      | 13 | 13 | 16 | 42    |
| 2       | Nowa Zelandia  | 2  | 1  | 4  | 7     |
| 3       | Nowa Kaledonia | 0  | 1  | 1  | 2     |
| 2       | Fidżi          | 0  | 0  | 2  | 2     |
| Razem   | Razem          | 15 | 15 | 23 | 53    |

## Medaliści

### Mężczyźni
| Konkurencja:  | Złoto:          | Srebro:                   | Brąz:                              |
| −60 kg        | Brian Power     | Michael Bielby            | Colin Gibbons                      |
| −65 kg        | Darren Fagan    | Abedias Trindade de Abreu | Tom Hill Lyndsay Reid              |
| −71 kg        | Steve Corkin    | Danny Fagan               | Peter Kersten Jim Hallett          |
| −78 kg        | Gábor Szabó     | Gareth Knight             | Gavin Kelly Matthew Carr           |
| −86 kg        | David Wilkinson | Chris Palmer              | Robert Ivers Nacanieli Qerewaqa    |
| −95 kg        | Daniel Gowing   | Jason Goddard             | Peter Swan                         |
| powyżej 95 kg | Miklós Szabó    | Ray Matthews              | Anthony Condello                   |
| Open          | Rob Overs       | Gavin Kelly               | David Wilkinson Nacanieli Qerewaqa |

### Kobiety
| Konkurencja: | Złoto:               | Srebro:          | Brąz:                              |
| −48 kg       | Tina Kirkman         | Barbara Potter   | Tammy Acciari                      |
| −52 kg       | Cathy Grainger-Brain | Angela Deacon    | Rebecca Sullivan                   |
| −56 kg       | Narelle Hill         | Catherine Arlove | Melissa Jones                      |
| −61 kg       | Lara Sullivan        | Katrina Campbell | Maria Jakowetz J. Roode            |
| −66 kg       | Carly Dixon          | Kylie Koenig     | Anne Marie Pepper Myriam Beaumont  |
| −72 kg       | Natalie Galea        | Christine Pearce | Wendy Callender                    |
| Open         | Lara Sullivan        | Carly Dixon      | Catherine Arlove Anne Marie Pepper |